# Cerkiew św. Jana Teologa w Kopytowie
Cerkiew pod wezwaniem św. Apostoła Jana Teologa – prawosławna cerkiew parafialna w Kopytowie. Należy do dekanatu Terespol diecezji lubelsko-chełmskiej Polskiego Autokefalicznego Kościoła Prawosławnego.

## Historia
Świątynia powstała w wyniku adaptacji dawnego domu mieszkalnego z 1935 (obecna nawa cerkwi) oraz dobudowania wieży-dzwonnicy, prezbiterium i dwóch zakrystii. Prace wykonano w latach 1996–1998. Konsekracja miała miejsce 9 sierpnia 1998.

## Architektura
Budowla wzniesiona na ceglanej podmurówce, drewniana, o konstrukcji zrębowej, oszalowana sidingiem, malowana na biało. Od frontu znajduje się  przedsionek z nadbudowaną wieżą. Dachy cerkwi blaszane. Nad wieżą dach piramidalny, zwieńczony cebulastą kopułą. Nad nawą dach dwuspadowy, z kopułą w środkowej części. Prezbiterium mniejsze od nawy, zamknięte dwubocznie, z dwiema bocznymi zakrystiami, kryte pięciospadowym dachem również zwieńczonym kopułą. Wokół cerkwi murowano-metalowe ogrodzenie.
Znaczna część wyposażenia świątyni (ikonostas, krzyże procesyjne, większość ikon i utensyliów) pochodzi z końca XIX w., z poprzedniej cerkwi (zniszczonej w czasie I wojny światowej).